# Birgit Õigemeel
Birgit Õigemeel (ur. 24 września 1988 w Kohila) – estońska piosenkarka, zwyciężczyni pierwszej edycji programu Eesti otsib superstaari. Reprezentantka Estonii w 58. Konkursie Piosenki Eurowizji (2013).

## Dzieciństwo i początki kariery
Birgit Õigemeel urodziła się w Kohila jako trzecia córka stolarza i nauczycielki muzyki. Ma trzy siostry: dwie starsze i jedną młodszą.

## Kariera muzyczna

### 2007: Eesti otsib superstaari

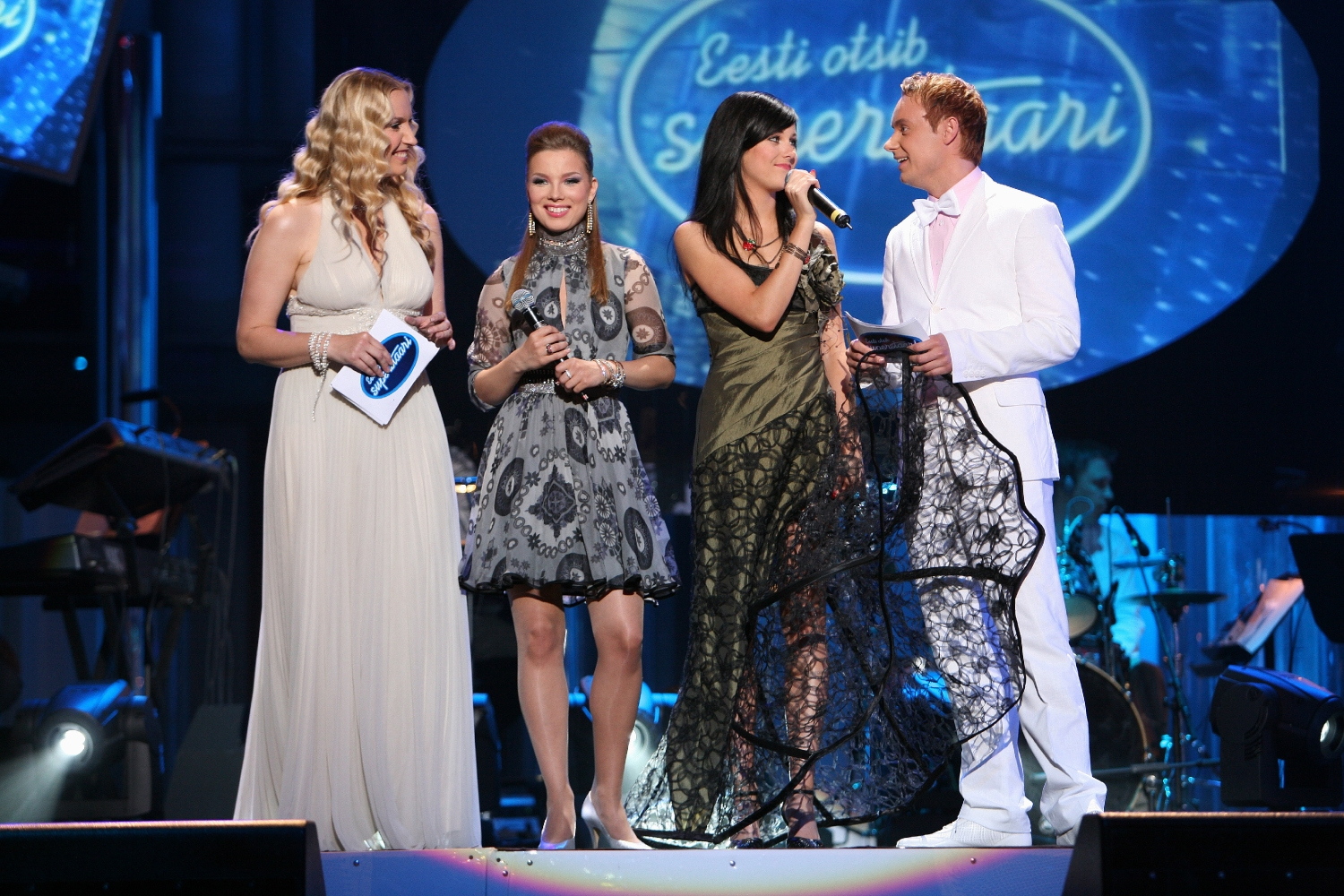
Birgit Õigemeel w finale „Eesti otsib superstaari” w 2007 roku

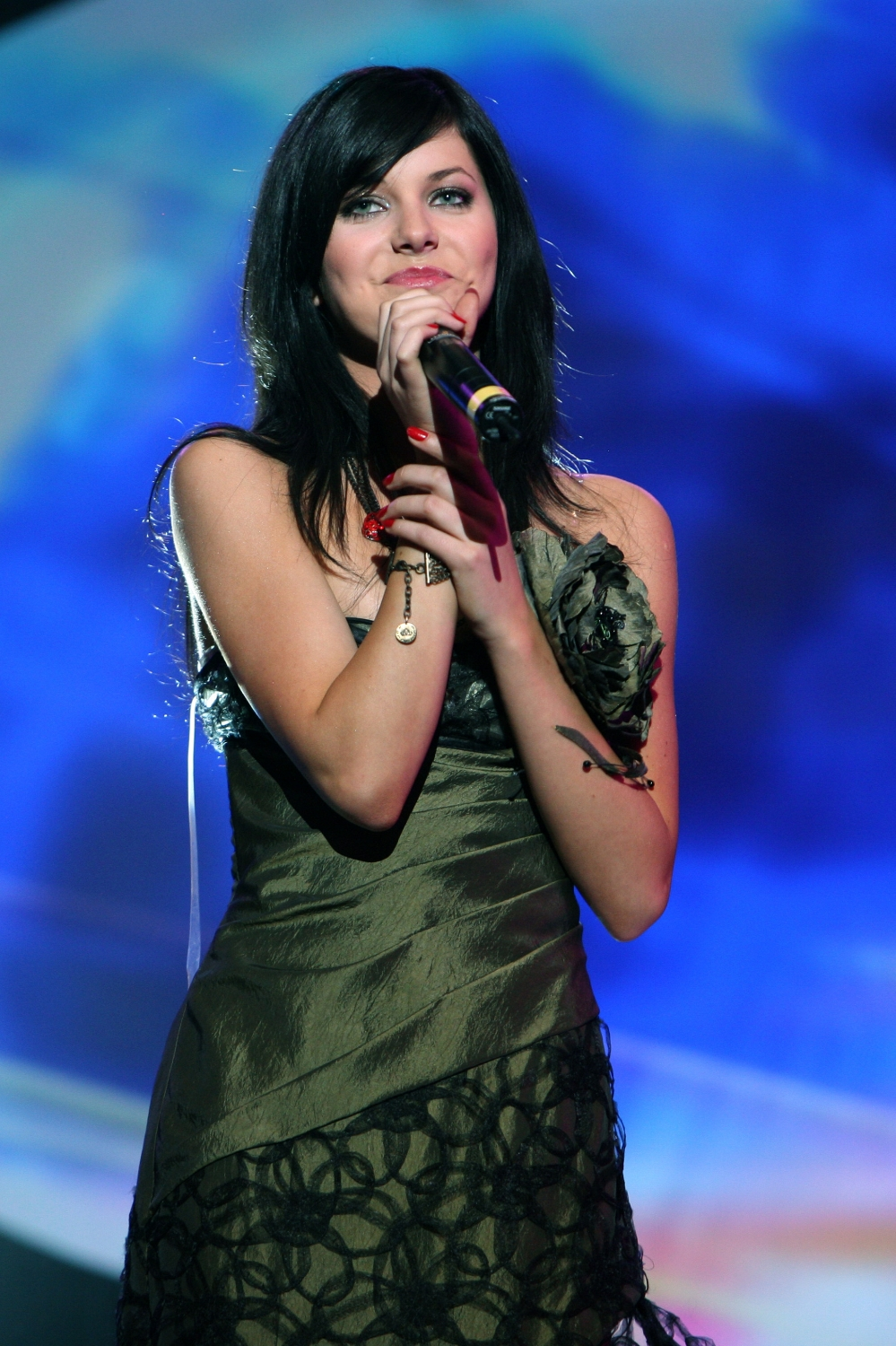
Birgit Õigemeel podczas finału „Eesti otsib superstaari” w 2007 roku

W 2007 roku Õigemeel wzięła udział w pierwszej edycji programu „Eesti otsib superstaari”, estońskiego odpowiednika talent-show Idol. Na etapie castingowym wykonała gospelowy utwór „His Eye Is on the Sparrow”, dzięki któremu dostała się do następnego etapu konkursu oraz wzięła udział w odcinkach na żywo. 10 czerwca wygrała finał programu, zdobywając ponad 88 tysięcy głosów (56,2%) i pokonując Luisę Värk.
| Przesłuchanie    | „His Eye Is on the Sparrow"           | -                        | Awans      |
| Etap półfinałowy | „You’ve Got a Friend”                 | James Taylor             | Bezpieczna |
| Etap półfinałowy | „I Will Survive”                      | Gloria Gaynor            | Bezpieczna |
| Etap półfinałowy | „Aarete saar”                         | Ines                     | Bezpieczna |
| Dogrywka         | „I’m Amazed”                          | Lila McCann              | Bezpieczna |
| TOP 9            | „Keegi tulla võib”                    | Rein Rannap              | Bezpieczna |
| TOP 8            | „Can’t Fight the Moonlight”           | Leann Rimes              | Bezpieczna |
| TOP 7            | „Kui mind kutsud sa”                  | Jaak Joala               | Bezpieczna |
| TOP 6            | „Everybody Hurts”                     | R.E.M.                   | Bezpieczna |
| TOP 5            | „Fever”                               | Little Willie John       | Bezpieczna |
| TOP 4            | „Olen loobuda sust proovinud”         | Vince Gill               | Bezpieczna |
| TOP 4            | „Who Knew”                            | Pink                     | Bezpieczna |
| TOP 3            | „Bring Me to Life”                    | Evanescence i Paul McCoy | Bezpieczna |
| TOP 3            | „Ma sind ei tea” duet z Riho Sibulagą | Eric Carmen              | Bezpieczna |
| Super finał      | „Bring Me To Life”                    | Evanescence i Paul McCoy | Wygrana    |
| Super finał      | „Impossible Dream”                    | Luther Vandross          | Wygrana    |
| Super finał      | „Raagus sõnad”                        | Rein Rannap              | Wygrana    |

Po wygraniu programu piosenkarka podpisała kontrakt z wytwórnią MTH Publishing, która w 2008 roku wydała jej debiutancki album - Birgit Õigemeel.

### 2008-09:Laulud tähtedegaiEesti laul
W 2008 roku Õigemeel wzięła udział w pierwszej edycji programu Laulud tähtedega, estońskiego odpowiednika show Just the Two of Us. Jej partnerem był polityk Margus Tsahknaga, z którym zajęła drugie miejsce.
| Odcinek I   | „Mr. Bojangles”               | Jerry Jeff Walker                      | Bezpieczni     |
| Odcinek II  | „You Know My Name”            | Chris Cornell                          | Bezpieczni     |
| Odcinek III | „Ära karda mind”              | Hele Kõre, Andero Ermel, Elisabet Tamm | Bezpieczni     |
| Odcinek IV  | „Rahu”                        | Ruja                                   | Bezpieczni     |
| Odcinek V   | „Kaunilt kaua”                | Tõnis Mägi                             | Bezpieczni     |
| Odcinek VI  | „The Long and Winding Road”   | The Beatles                            | Zagrożeni      |
| Odcinek VI  | „Peegel”                      | Tõnis Mägi                             | Zagrożeni      |
| Odcinek VII | „Leekiv armastus”             | Genialistid & Lea Liitmaa              | Bezpieczni     |
| Odcinek VII | „My Way”                      | Frank Sinatra                          | Bezpieczni     |
| Finał       | „365 Days/Laulame veel”       | Birgit Õigemeel                        | Drugie miejsce |
| Finał       | „Nii vaikseks kõik on jäänud” | Ruja                                   | Drugie miejsce |
| Finał       | „Mr. Bojangles”               | Jerry Jeff Walker                      | Drugie miejsce |

W 2008 roku zgłosiła się do udziału w krajowych eliminacjach eurowizyjnych Eesti Laul 2008 z utworem „365 Days”, z którym awansowała do ścisłego finału, w którym zmierzyła się z Iiris Vesik oraz zespołem Kreisiraadio. Otrzymała w sumie 12 990 głosów od publiczności, dzięki czemu zakończyła rywalizację na trzecim miejscu.
W 2009 roku rozpoczęła współpracę z duetem producentów Rulers of the Deep, z którymi nagrała swój trzeci album Teineteisel Pool. Rok później zdobyła tytuł Artystki Roku w Estonii oraz zagrała rolę Marii von Trapp w musicalu The Sound of Music.

### 2011-12:LaulupealinniEesti laul
30 sierpnia 2011 roku Õigemeel wzięła udział w programie Laulupealinn, w którym reprezentowała Kohilę. W każdym z odcinków występowała z partnerem, którego sama sobie wybrała. Ostatecznie odpadła w półfinale, zajmując trzecie miejsce.
| 1. odcinek | „Ei saa mitte vaiki olla” (wraz z chórem z Kohili)               | –                             | Bezpieczna |
| 2. odcinek | „Saladus” (wraz z Rein Kontsoniga)                               | Riho Sibul i Maian Kärmas     | Bezpieczna |
| 3. odcinek | „Sünnipäevalaul” (wraz z Märten Männistegą)                      | Märten Männiste               | Bezpieczna |
| 4. odcinek | „Wannabe” (wraz z Õige Meeletutegą)                              | Spice Girls                   | Zagrożona  |
| 5. odcinek | „Süte peal sulanud jää” (wraz z Tiiną Adamsoni i Lauri Pesurigą) | Ott Lepland                   | Zagrożona  |
| 5. odcinek | „Hommik” (wraz z Heino Viliperegą)                               | Palderjan                     | Zagrożona  |
| 6. odcinek | „Keelatud maa” (wraz z Harmo Kallastegą)                         | Maarja-Liis Ilus              | Odpadła    |
| 6. odcinek | „Moves Like Jagger” (wraz z zespołem Twist)                      | Maroon 5 & Christina Aguilera | Odpadła    |

W 2012 roku ponownie wyraziła chęć reprezentowania kraju podczas Konkursu Piosenki Eurowizji, zgłaszając się do krajowych selekcji Eesti Laul 2012 z piosenką „You're Not Alone” nagraną razem z zespołem Violina. 25 lutego wystąpiła w drugim półfinale eliminacji i z trzeciego miejsca awansowała do finału, w którym piosenkarka zaprezentowała się z dziewiątym numerem startowym i zajęła ostatecznie 7. miejsce.

### 2013:Eesti lauli Konkurs Piosenki Eurowizji
W grudniu 2012 roku krajowy nadawca publiczny Eesti Rahvusringhääling (ERR) opublikował listę dwudziestu półfinalistów estońskich eliminacji eurowizyjnych Eesti laul 2013, wśród których znalazła się m.in. Birgit z utworem „Et uus saaks alguse” wybrana spośród 157 nadesłanych kandydatur. Piosenkarka zaprezentowała się jako druga w kolejności podczas drugiego koncertu półfinałowego rozegranego 23 lutego w Nokia Kontserdimaja i zakwalifikowała się do finału, w którym zaśpiewała jako siódma i dzięki poparciu komisji jurorskiej oraz telewidzów zajęła pierwsze miejsce w ogólnej klasyfikacji, dzięki czemu została reprezentantką Estonii w 58. Konkursie Piosenki Eurowizji organizowanym w Malmö.
W maju Birgit rozpoczęła próby kamerowe w Malmö Arena, gdzie odbywały się wszystkie trzy koncerty eurowizyjne. W czasie brania udziału w konkursie była w ciąży. 14 maja zaśpiewała jako druga w kolejności w pierwszym półfinale widowiska i z dziesiątego miejsca awansowała do finału, w którym zajęła ostatecznie 20. miejsce z 19 punktami na koncie. Podczas obu występów towarzyszyli jej chórzyści: Raimondo Laikre, Kaido Põldma i Lauri Pihlapi

## Dyskografia

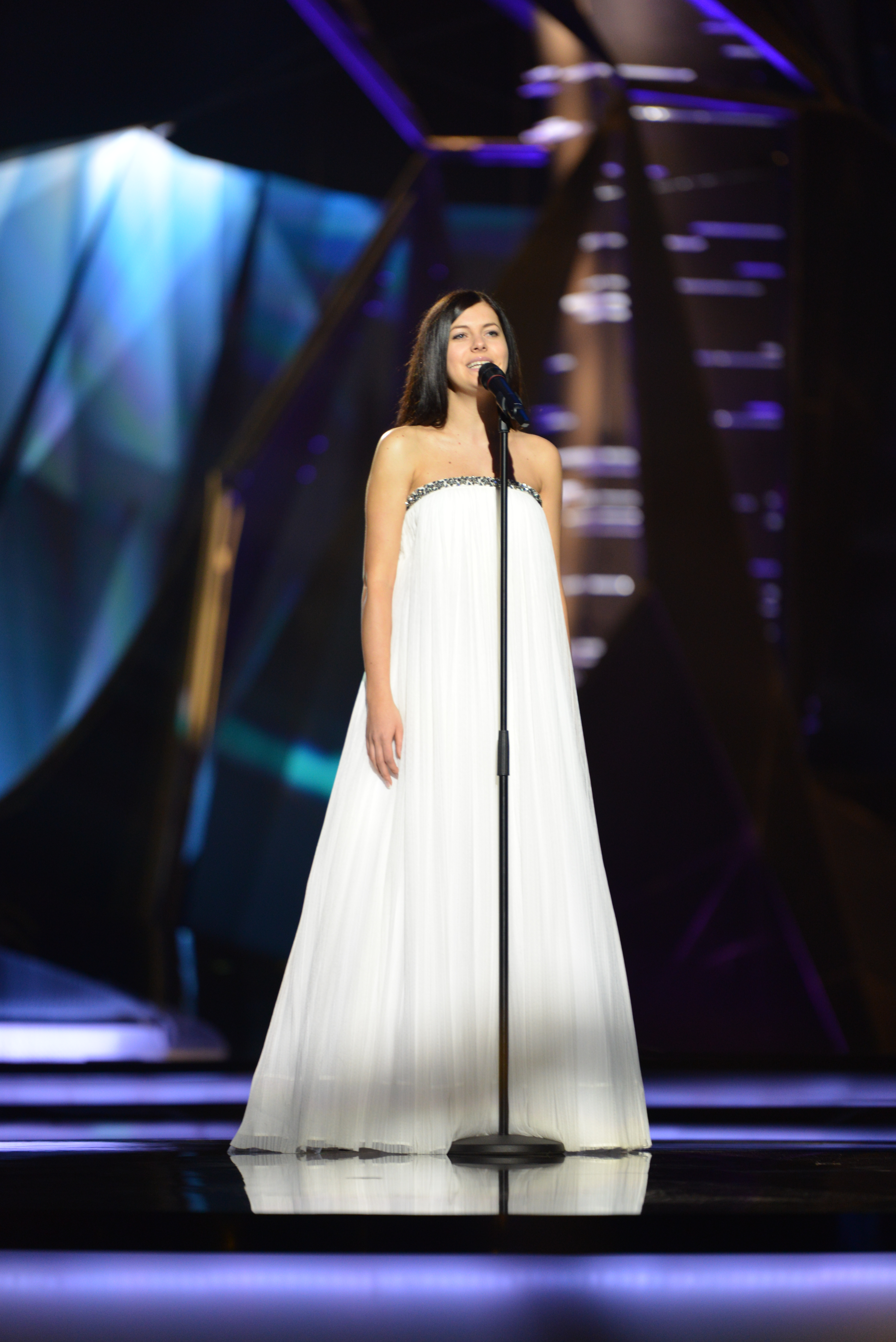
Birgit podczas próby do półfinału 58. Konkursu Piosenki Eurowizji w 2013 roku

### Albumy studyjne
| Rok                                       | Tytuł                                      |
| ----------------------------------------- | ------------------------------------------ |
| 2008                                      |                                            |
| Birgit Õigemeel - Wydawca: MTH Publishing |                                            |
| Ilus aeg - Wydawca: MTH Publishing        |                                            |
| 2009                                      | Teineteisel pool - Wydawca: MTH Publishing |
| 2013                                      | Uus algus - Wydawca: MTH Publishing        |

### Single
| Rok                                                  | Tytuł                        |
| ---------------------------------------------------- | ---------------------------- |
| 2007                                                 | „Kas tead, mida tähendab...” |
| 2008                                                 |                              |
| „365 Days”                                           |                              |
| „Homme”                                              |                              |
| „Ise”                                                |                              |
| „Last Christmas”                                     |                              |
| „Talve võlumaa”                                      |                              |
| 2009                                                 |                              |
| „Moonduja”                                           |                              |
| „See öö”                                             |                              |
| „Kahe vahel”                                         |                              |
| 2010                                                 |                              |
| „Põgenen” (z Koitem Toomem)                          |                              |
| „Sinuga end elusana tunda võin” (z Birgit Barjunigą) |                              |
| „Iialgi”                                             |                              |
| „Eestimaa suvi”                                      |                              |
| 2011                                                 |                              |
| „Parem on ees”                                       |                              |
| „You're Not Alone”                                   |                              |
| 2012                                                 |                              |
| „Et uus saaks alguse”                                |                              |
| 2013                                                 |                              |
| „Sea of Life” (z Violiną)                            |                              |
| „Nii täiuslik see”                                   |                              |
| „Olen loodud rändama”                                |                              |
| 2014                                                 |                              |
| „Lendame valguskiirusel”                             |                              |
| „Pea meeles head” (z Ottem Leplandem)                |                              |
| „Kolm kuud”                                          |                              |
| „Kingitus”                                           |                              |